# Magí Valls i Martí
Magí Valls i Martí (Barcelona, 31 de març de 1885 — Barcelona, 23 de juny de 1970), fou un escriptor i periodista català. Fundà la Banca Ponsà i Valls, continuant així la tradició bancària familiar, entitat que va fer suspensió de pagaments l'any 1920. Col·laborà en revistes com La Il·lustració Catalana o D'Ací i d'Allà i fou un dels fundadors del diari El Matí, en el que assumí el càrrec de cap de redacció. Participà en el Primer Congrés Internacional de la Llengua Catalana (1906) i com a poeta concorregué als Jocs Florals, sent premiat en alguns dels seus certàmens, i el 1946 publicà el llibre de poemes Moments. Es dedicà professionalment a l'ensenyament, a partir de la fallida del seu banc, i fou membre de l'Associació Protectora de l'Ensenyança Catalana. Fou membre d'Unió Democràtica de Catalunya.
Era fill del també l'escriptor i banquer Josep Maria Valls i Vicens, germà del pintor Nolasc Valls i Martí. És pare de l'estudiós del paper Oriol Valls i Subirà i del pintor Xavier Valls i Subirà i avi patern del polític Manuel Valls i Galfetti.